# 澳大利亞電子前沿
澳大利亚电子前沿( Electronic Frontiers Australia，EFA ) 是一个非营利的澳大利亚非政府组织，該組織关注互联网用户的在线自由和权利以及澳大利亞的互联网审查。 